# Osservatorio Bistrik Kula

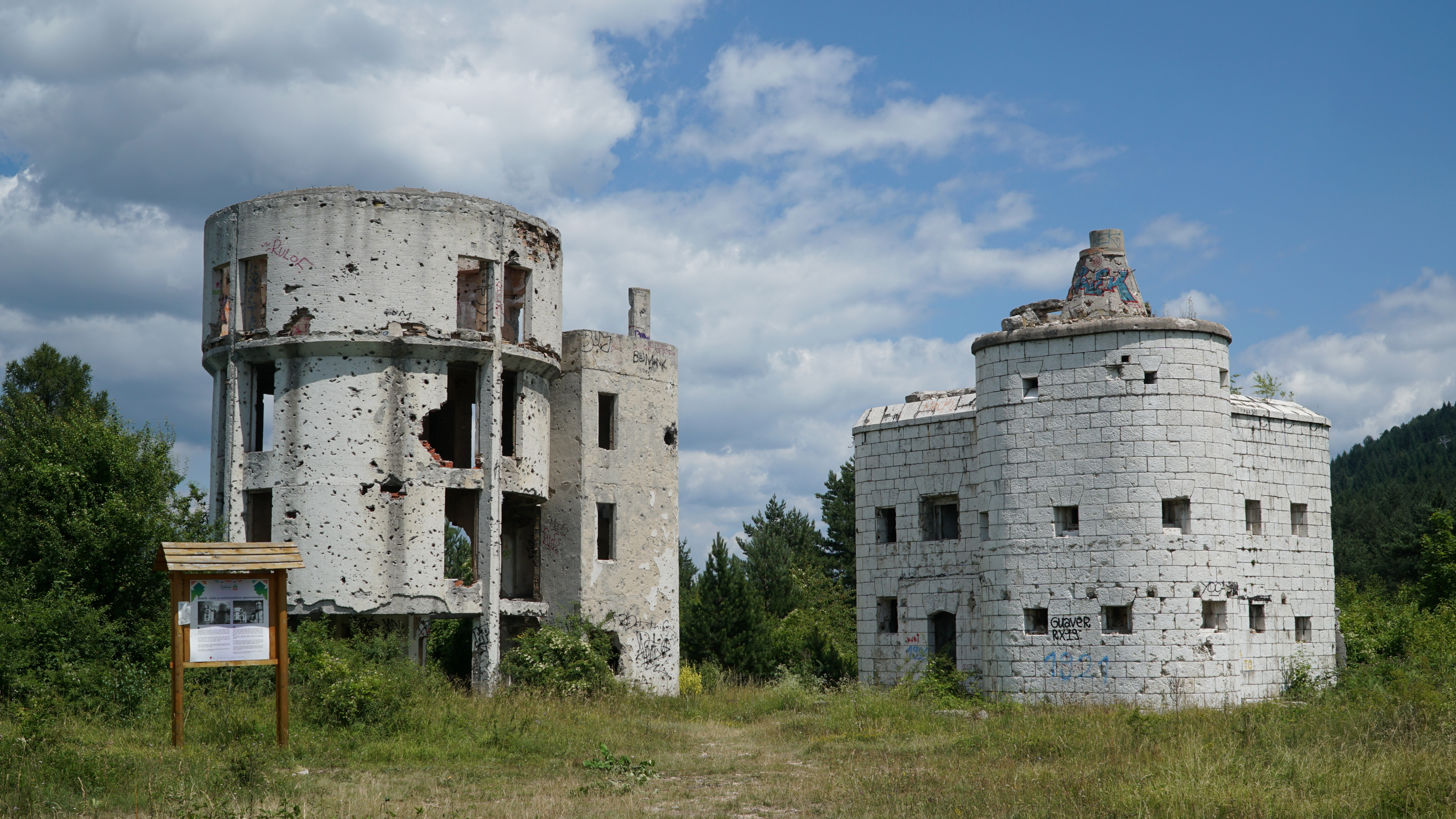
Le strutture dell'Osservatorio Bistrik Kula, gravemente danneggiate durante l'assedio di Sarajevo

L'Osservatorio Bistrik Kula, conosciuto anche come Osservatorio Čolina Kapa o più comunemente come Osservatorio astronomico di Sarajevo, era un osservatorio astronomico sito in Bosnia Erzegovina, vicino Sarajevo. Si trovava sulla collina Bistrik Kula (a quota 1004 m) sul massiccio del monte Trebević, sul sito di un'ex fortezza austro-ungarica. Era l'unico osservatorio della Bosnia Erzegovina ed è attualmente chiuso a seguito dei gravi danni subiti negli anni novanta durante l'assedio di Sarajevo.

## Storia
L'osservatorio sorgeva sul sito dell'ex forte militare austro-ungarico Draguljac, che dopo la seconda guerra mondiale aveva perduto l'importanza militare. Nel 1967 il sito fu affidato alla Società Astronomica Universitaria di Sarajevo, che l'anno successivo cominciò i lavori per la realizzazione di un osservatorio. Sul vecchio forte furono collocate due cupole, una più grande per un telescopio riflettore da 30 cm e una più piccola per un astrografo. La struttura comprendeva una biblioteca, un laboratorio fotografico e le stanze destinate all'alloggio degli astronomi per un soggiorno di più giorni. Negli anni settanta furono scattate numerose foto astronomiche, utilizzate per realizzare il Sarajevo Sky Atlas. All'inizio degli anni ottanta l'impianto fu ampliato con una nuova torre, costruita ad ovest dell'ex forte per essere utilizzata come base per una terza cupola, dove fu collocato un telescopio riflettore Cassegrain da 62 cm. 
L'osservatorio era anche un’importante attrazione turistica e vicino ad esso fu realizzato l'arrivo della pista di bob e slittino delle Olimpiadi invernali del 1984. Durante la guerra in Bosnia, gli edifici dell'osservatorio sono stati gravemente danneggiati, mentre gli strumenti e l'archivio fotografico sono andati distrutti. Dopo la loro distruzione, in Bosnia Erzegovina non sono rimaste serie strutture di ricerca astronomica. Durante il secondo decennio del XXI secolo, la Società Astronomica Orion (dagli anni novanta erede legale della Società Astronomica Universitaria di Sarajevo) ha proposto la ricostruzione dell'osservatorio, finora non realizzata per mancanza di fondi.